# Нижићи
Нижићи (пољ. Nizice, Niżyce; рус. Ни́жичи) су били средњовековно западнословенско племе које је било део племенског савеза Лужичких Срба (једно од три племенска савеза Полапских Словена), заједно са Далеминцима, Сорбима, Лужичанима, Милчанима, Нишанима, Суселцима и другим племенима.
У другој половини 1. миленијума Нижићи су насељавали области око обе обале реке Лабе од града Белгерна (длсрп. Belegora; срп. Белогора) на територији данашње немачке државе Саксоније. Нижићи су живели у окружењу других лужичко српских племена. Источни суседи били су им Лужичани, јужни Милчани и Далеминци, југозападни Суселци, а северозападни Жирмунти.
У 10. веку Нижиће покоравају Германи, као и сва остала племена Лужичких Срба, временом су понемчени, прешли су на немачки језик и прихватили немачку културу.